# 힘이 정의다
힘이 정의다 혹은 적자생존은 필명의 저자 래그나 레드비어드에 의해 쓰인 책이다. 1896년에 처음 발행됐으며, 무도덕성, 결과주의 및 심리적 쾌락주의를 주장한다.

## 반응
레오 톨스토이는 그의 1897년 경 에세이 예술이란 무엇인가?에서 대응했다.
책의 내용에 따르자면, 히브리 예언자들이나 "처량한" 메시아의 가짜 철학에 의해 '옳고 그름'을 판별하는 것은 한마디로 미친 짓이다. '정의'는 어떤 교의가 아닌 힘에서 나오는 것이기 때문이다. 남이 나에게 하길 바라지 않는 일을 나도 남에게 하지 말라는 법과 계명, 교의 자체에 어떤 본질적 권위가 있는 것이 아니라는 얘기다. 그것들은 차라리 몽둥이와 교수대, 칼날로부터 엄중한 권위를 취득할 따름이다. 진실로 자유로운 사람은 인간적이든 신적이든 그 어떤 명령에도 복종할 이유가 없다. 복종은 퇴행의 표식이며, 불복종은 영웅의 징표다. 이런 입장들이 정색을 하고 이 같은 교의적 틀을 갖춰 주장될 경우 우리는 경악을 금치 못한다. 반면, 미에 종사하는 예술의 이상 속에는 그와 같은 입장들이 공공연히 녹아들어 있다. 지금껏 우리 사회의 상위계층이 향유하는 예술은 이처럼 위인을 지향하는 이상을 통해—이를테면 네로 황제, 스텐카 라친, 칭기즈칸, 나폴레옹 같은 인물들의 유구한 이상—인간교화를 시도해왔으며, 온 힘을 다해 그러한 이상을 뒷받침해온 것이 사실이다. 이렇듯 '무엇이 옳은가'를 '무엇이 아름다운가', 즉 '무엇이 즐거운가'로 대체하려는 경향은 예술의 타락이 우리 사회에 가져올 최악의 결과를 예상케 해준다. 그러한 예술이 대중에게 폭넓게 전파될 경우, 인류 전체가 어떤 파국에 직면할지 생각만 해도 끔찍하다. 한데 이미 그 전파의 조짐이 보이는 실정이다.

## 같이 보기
- 크리티아스